# مونه مازور
مونه مازور (انگلیسی: Monet Mazur؛ زادهٔ ۱۷ آوریل ۱۹۷۶) یک هنرپیشه اهل ایالات متحده آمریکا است. وی از سال ۱۹۹۳ میلادی تاکنون مشغول فعالیت بوده‌است.

## گزیده فیلمشناسی
از فیلم‌ها یا برنامه‌های تلویزیونی که وی در آن نقش داشته‌است می‌توان به آثار زیر اشاره کرد.
- ارزش‌های خانواده آدامز (۱۹۹۳)
- آستین پاورز: مرد بین‌المللی رمز و راز (۱۹۹۷)
- مردان اسرارآمیز (۱۹۹۹)
- کوکائین (فیلم) (۲۰۰۱)
- چشم‌فرشته‌ای (۲۰۰۱)
- عروس را ببوس (۲۰۰۲)
- تازه ازدواج‌کرده (۲۰۰۳)
- گشتاور (فیلم) (۲۰۰۴)
- مادرشوهر هیولا (۲۰۰۵)
- خانه خرگوشی (۲۰۰۸)
- روزهای زندگی ما (۱۹۹۳)
- سی‌اس‌آی: میامی (۲۰۰۷)
- ان‌سی‌آی‌اس: لس آنجلس (۲۰۰۹)
- کسل (مجموعه تلویزیونی) (۲۰۱۰–۲۰۰۹)
- سی‌اس‌آی (۲۰۱۰)
- چاک (مجموعه تلویزیونی) (۲۰۱۰)